# Auribeau
Auribeau – miejscowość i gmina we Francji, w regionie Prowansja-Alpy-Lazurowe Wybrzeże, w departamencie Vaucluse.
Według danych na rok 1990 gminę zamieszkiwało 46 osób, a gęstość zaludnienia wynosiła 6 osób/km² (wśród 963 gmin regionu Prowansja-Alpy-W. Lazurowe Auribeau plasuje się na 742. miejscu pod względem liczby ludności, natomiast pod względem powierzchni na miejscu 753.).